# 埃莉诺·蒙代尔
埃莉诺·珍妮·蒙代尔·波林（英語：Eleanor Jean Mondale Poling；1960年1月19日—2011年9月11日），美国女演員、主持人，是美国前副总统沃尔特·蒙代尔及乔安·蒙代尔的唯女，2011年因脑癌离世，享年51岁。

## 外部連結
- 埃莉诺·蒙代尔在互联网电影资料库（IMDb）上的資料（英文）
- 埃莉诺·蒙代尔在豆瓣上的资料（简体中文）